# Stilobezzia vandeli
Stilobezzia vandeli är en tvåvingeart som beskrevs av Vattier och Adam 1966. Stilobezzia vandeli ingår i släktet Stilobezzia och familjen svidknott.
Artens utbredningsområde är Kongo. Inga underarter finns listade i Catalogue of Life.